# 武田真一
武田 真一（たけた しんいち、1967年9月15日 - ）は、日本のフリーアナウンサー。NHKの元エグゼクティブ･アナウンサー。
　

## 経歴
男5人兄弟の長男として誕生。熊本市出身（父は阿蘇郡高森町出身）。熊本市立西原中学校、熊本県立熊本高等学校、筑波大学第一学群社会学類（現在：社会･国際学群社会学類）卒業。高校時代はバンド活動でオリジナル曲の作詞をするなどしており、NHKのプロフィールページにも「もしアナウンサーになっていなかったら…」の問いに「ロックンローラー、現実的にはコピーライター」と答えるほど。大学時代はバンドを組んで歌い、中学生時代からの大ファンだった佐野元春に入れ込んだ。大学時代の就職活動時に友人の誘いでNHKに応募し、当初はディレクター志望で応募したがアナウンサーとして採用された。自分がアナウンサーの適性があるなどまったく思っていなかったので驚いたという。
1990年、NHK入局。入局後は地域赴任および報道畑を歩み、多くの特番も担当した。1999年4月に、土日正午の『NHKニュース』に抜擢、2000年4月からの6年間は平日正午の『NHKニュース』を担当し、大きな事件・事故、大規模災害、国際情勢緊迫の際の臨時・特設ニュースを数多く担当した。「災害報道が自分の原点」とインタビューで答えている。本人の希望で2006年6月から2008年3月まで沖縄放送局に異動したが、この間も全国放送の番組には度々出演していた。
東京アナウンス室に復帰後は『NHKニュース7』（平日）のメインキャスターとなり、2016年の『第67回NHK紅白歌合戦』では総合司会に起用され、「初の音楽番組」の司会に挑戦した。2017年4月より報道ドキュメンタリー番組『クローズアップ現代+』のメインキャスターとなる。2017年6月9日付けのNHK管理職異動で、局次長級のエグゼクティブ・アナウンサーへ昇格。
2021年春から大阪放送局に赴任。大阪赴任に際し、「日本で2番目の街なのに、大阪に住むことを考えたことがありませんでした。知らず知らずのうちに東京から日本を眺めることに慣れきっています。大阪の言葉に包まれて暮らすのはどんな感じ？　東京や他の地方はどう見える？　流れに身を任せ、呼び寄せられて人生を転がしてみるのも悪くない…」とのコメントを発表している。赴任後も大阪放送局制作の『列島ニュース』、『ニュース きん5時』で全国放送に出演を継続している。大阪放送局への転籍については一部報道機関が、将来的な南関東直下地震や南海トラフ巨大地震を想定した緊急報道を担当できる人材の配置と、後継者の育成を担うためであったと報じている。「武田が年度内を目処にNHKを退職する公算」と2023年1月末に報道され、その後NHK大阪放送局長･小池英夫が「早期定年退職制度を利用して武田が2月末日に退局する」と2023年2月2日に行われた定例会見にて発表した。これに伴い『列島ニュース』は2月まで担当、3月からは外部出演者として、『ニュース きん5時』は3月10日まで出演、連続テレビ小説『舞いあがれ!』振り返り放送のナレーションは4月1日の最終回まで担当した。
NHK退局後、配偶者と立ち上げた個人事務所所属となり、2023年4月3日からは情報番組『DayDay.』（日本テレビ）に司会として出演。

## 人物

### 趣味・嗜好
- ギターが趣味で、特に高校時代からロックミュージックを好んでおり、好きなバンドはザ・ジャム、ザ・フー、セックス・ピストルズだという[3]。
- 佐野元春のラジオ番組をカセットテープに録音して保存してあり、今でも大切にしている[3]。妻も佐野の大ファン同士である[3]。
- 沖縄放送局所属時にフルマラソン完走経験がある。
  - 2007年、2008年、2009年とNAHAマラソンに出場。いずれも完走（2007年は5時間36分、8279位。2008年は5時間39分58秒、10754位。2009年は5時間8分13秒、7823位）。
  - 2008年、2009年とおきなわマラソンに出場。いずれも完走（2008年は4時間32分15秒、1615位。2009年は4時間47分50秒、2145位）。
- 息子の影響でアニメファンでもある。好きな作品は『聲の形』と『宇宙よりも遠い場所』[16]。
- 家族でよくバラエティ番組『世界の果てまでイッテQ!』（日本テレビ）を視聴しており、出演願望があることを明かしている[17][18]。

### 挿話
- 苗字は一般的な「たけだ（Takeda）」ではなく、「たけた（Taketa）」と読む（大分県竹田市も同様）。
- 高校時代の同級生と1990年代に結婚し2男を授かっている[19]。息子のうち一人は東京大学卒業（元東大クイズ研究会）[20]。
- ファミリーレストランでアルバイトの経験がある[21]。
- 高校2年生の時、『全国高等学校クイズ選手権』の九州予選に出場経験がある[22]。

## 出演
- DayDay.（2023年4月3日 - 、日本テレビ） - 総合司会
- news every.くまもと(熊本県民テレビ) - 不定期コメンテーター

### ゲスト出演

#### 情報・バラエティ番組
- 日テレ系人気番組 春のコラボSP～動物の日～（2023年4月1日、日本テレビ）
- ヒルナンデス!（2023年4月3日（スタジオ出演）、2024年2月9日（ロケ出演）、日本テレビ）
- 情報ライブ ミヤネ屋（2023年4月3日、読売テレビ・日本テレビ系列）
- news every.（2023年4月3日、日本テレビ）
- 日テレ系!!生番組の祭典 生デミー賞（2023年4月6日、10月5日、日本テレビ）
- 世界一受けたい授業 （2023年4月8日、5月13日、日本テレビ）
- しゃべくり0072時間スペシャル（2023年4月10日、日本テレビ）
- 行列のできる相談所（2023年4月16日、8月13日、日本テレビ）
- ゼロイチ（2023年5月13日、日本テレビ）
- おしゃれクリップ（2023年5月28日、日本テレビ）
- 嗚呼!!みんなの動物園（2023年6月17日、日本テレビ）
- THE MUSIC DAY（2023年7月1日、日本テレビ）
- ただいま熊本!武田真一ふるさと巡り旅（2023年8月20日、熊本県民テレビ）
- 24時間テレビ 愛は地球を救う46（2023年8月27日、日本テレビ）-「復活!ズームイン」ゲスト
- 全国高等学校クイズ選手権（2023年9月8日、日本テレビ）
- プレバト!!（2023年10月19日、毎日放送・TBSテレビ系列）
- ポツンと一軒家（2023年11月4日、朝日放送テレビ・テレビ朝日系列）
- クイズ!あなたは小学5年生より賢いの?（2024年2月9日、日本テレビ）
- ナニコレ珍百景（2024年5月12日、テレビ朝日）
- 24時間テレビ 愛は地球を救う47（2024年9月1日、日本テレビ）- 国技館ゲスト
- 川島明の辞書で呑む（2025年1月29日、6月25日、テレビ東京）- 辞書呑人（ゲスト）
- 世界まる見え!テレビ特捜部（2025年5月19日、日本テレビ）- ゲスト

#### ドラマ
- だが、情熱はある（2023年6月25日、最終回、日本テレビ）- 武田真一 役
- THE MYSTERY DAY〜有名人連続失踪事件の謎を追え〜（2023年10月7日、日本テレビ）[23]  - 武田真一 役
- 放課後カルテ（2024年10月12日 - 12月21日、日本テレビ） - 緑川洋平 役[24]

#### CM
- 養命酒製造 薬用養命酒 -「家庭菜園」篇、「ウォーキング篇」（2024年5月17日 - ）[25][26]
- グラクソ・スミスクライン - 「帯状疱疹 定期接種ニュース」篇（2025年6月1日 - ）[27]

#### ラジオ
- ロンドンブーツ1号2号 田村淳のNewsCLUB（2023年6月17日、文化放送）
- BAYFM CREATORS BANK～LIKE LABO～（2023年8月8日、8月15日、bayfm）
- 三浦崇宏と青木真也の「人生交差点」（2023年8月23日、8月30日、アール・エフ・ラジオ日本)
- 辛坊治郎ズーム そこまで言うか!（2023年10月17日、11月21日、ニッポン放送）
- SWEET!!（2023年11月9日、ラジオ日本）
- RADIO NME JAPAN～NEW MUSICAL EXPRESS JAPAN～（2023年11月5日、JFN系列）

#### 連載
- 武田真一のおしゃべり多様性（ダイバーシティー）（2023年10月14日 - 、熊本日日新聞）

#### イベント
- 筑波大学創基151年50周年記念式典（2023年9月30日）
- Rakuten GirlsAward 2023 AUTUMN / WINTER（2023年9月30日、幕張メッセ） - モデル[28][29]

## NHK時代の出演番組

### 熊本放送局時代（1990年度 - 1994年度）
- 熊本県のニュース・気象情報等

### 松山放送局時代（1994年度 - 1997年7月）
- 愛媛県・四国地方のニュース･中継･リポート等
- おはよう四国（キャスター）[注釈 1]
- NHKネットワークニュース
- えひめイブニングワイド（キャスター）[注釈 2]
- ゆく年くる年[30]

### 東京アナウンス室時代（1度目）（1997年8月 - 2006年6月）
- おはよう5（野村正育の代理：1998年8月10日 - 14日、8月17日 - 21日）
- NHKニュース（キャスター）
  - 正午枠（土日：1999年度、平日：2000年度 - 2005年度）
  - 午後6時枠（平日：2000年度 - 2005年度）
- 首都圏ニュース（土日：1999年度、祝日：2000年度 - 2005年度）
- NHKスペシャル（2003年） - 文明の道〈全8集〉のナレーション
- NHKスペシャル 「危機と闘う テクノクライシス」（3回シリーズ、2006年7月） - キャスター

### 沖縄放送局時代（2006年7月 - 2007年度）
- 沖縄県のニュース・気象情報
- ハイサイ!てれびすかす（2006年度途中より出演） - 「ナマからハイサイ」担当
- 特集 夏 小さな旅（2006年8月）
- おもろてれぐすく（2006年10月 - 2007年3月） - 木曜日「アナタン」担当
- 沖縄県知事選挙 開票速報（2006年11月）
- 週刊こどもニュース（2006年12月31日） - 「世の中まとめて一年間」、沖縄県竹富島からのリポート
- ホリデーインタビュー（2007年1月）
- きんくる 〜沖縄金曜クルーズ〜（2007年度）
- ハイサイ!ニュース610（2007年度） - 「ナマからハイサイ」担当、キャスター代行
- 参議院議員沖縄選挙区補欠選挙 開票速報（2007年4月） - メインキャスター
- 第21回参議院議員通常選挙 開票速報 沖縄地区（2007年7月） - メインキャスター
- 沖縄熱中倶楽部（2007年9月）
- 新春ハイビジョン中継「エジプト文明　母なる大河ナイル」（2008年1月1日 - 1月3日）
- 沖縄発ラジオ深夜便（アンカー、2008年2月22日・2月23日）
- 田村邦子のマジカルミステリーツアー（FM那覇、2008年2月29日）

### 東京アナウンス室時代（2度目）（2008年度 - 2020年度）
- NHKニュース7（2008年3月31日 - 2017年3月31日） - 平日メインキャスター
- ことばおじさんのナットク日本語塾（2008年7月 - 2010年3月） - アナウンサーの方言ファイル
- 各種選挙等の開票速報進行
  - 2009年東京都議会議員選挙（2009年7月）　
  - 第45回衆議院議員総選挙（2009年8月）　
  - 第22回参議院議員通常選挙（2010年7月）
  - 第17回統一地方選挙（2011年4月)
  - 第46回衆議院議員総選挙（2012年12月）
  - 2013年東京都議会議員選挙（2013年6月）
  - 第23回参議院議員通常選挙（2013年7月）
  - 第47回衆議院議員総選挙（2014年12月）
  - 第18回統一地方選挙（2015年4月）
  - 大阪市における特別区の設置についての投票（2015年5月）
  - 2014年東京都知事選挙（2014年2月）
  - 第24回参議院議員通常選挙（2016年7月）
  - 2017年東京都議会議員選挙（2017年7月）
  - 第48回衆議院議員総選挙（2017年10月）
- バンクーバーオリンピック 開会式（2010年2月）
- 正午のニュース（横尾泰輔の代理キャスター 2011年8月8日 - 8月12日）
- ロンドンオリンピック 開会式（2012年7月）
- テレビのチカラ「あの人が選ぶ“忘れられない名番組”」（2013年2月1日）
- 決定!2020年東京五輪（キャスター、2013年9月）
- NHKスペシャル
  - 古代遺跡透視「プロローグ　大ピラミッド　永遠の謎に挑む」（2016年5月1日） - 進行
  - 「18歳からの質問状」（2016年5月4日） - 進行
  - シリーズ古代遺跡透視「大ピラミッド 発見!謎の巨大空間」（2017年11月14日） - 進行
  - 「ベイリーとゆいちゃん」（2019年1月27日） - ナレーション
- 東京2020 12時間スペシャル→2020（2016年10月10日） - 総合司会
- 第67回NHK紅白歌合戦（2016年12月31日） - 総合司会
- クローズアップ現代+（2017年4月3日 - 2021年3月18日） - キャスター
- アナウンサーのディープな夜（2018年3月24日）
- テレビ放送開始65周年 NHK×日テレ コラボデー（2018年9月22日） - NHKニュースおはよう日本、ズームイン!!サタデー（日本テレビ）、土曜スタジオパークに出演
- 今日は一日”クイーン”三昧（2018年11月11日） - 司会
- 天皇陛下「退位の礼」関連ニュース（2019年4月30日） - メインキャスター
- 天皇陛下即位関連ニュース（2019年5月1日） - メインキャスター
- 魔入りました!入間くん・ラディアン2PR特番（2019年9月19日） - ナビゲーター
- エターナルナンバーズ2020（2020年3月 - 2023年2月）
- 正午のニュース（ラジオ第1・FM）、NHKきょうのニュース（ラジオ第1・FM）、きょうのニュースぷらす[31]（ラジオ第1）（2020年5月29日） - いずれも野村正育の代理キャスター
- SONGS （2020年10月3日）[32][33] - 出演者：佐野元春へのインタビューアー
- 新型コロナ 命を守る行動を（2021年1月 - 3月）

### 大阪放送局時代（2021年度 - 2022年度）
- ニュース きん5時（2021年4月2日 - 2023年3月10日[注釈 3]） - キャスター
- 列島ニュース（2021年4月7日 - 2023年2月28日） - キャスター
- 関西のニュース、中継、リポート
- ニュースほっと関西（2021年7月19日 - 7月21日、2022年2月14日 - 2月18日、8月15日 - 8月19日） - 二宮直輝のキャスター代行
- 東京パラリンピック デイリーハイライト（2021年8月30日 - 9月4日） - キャスター
- わが心の大阪メロディー（2021年10月26日、2022年10月25日） - 司会
- 連続テレビ小説 カムカムエヴリバディ（2021年11月1日 - 2022年4月7日） - 関連番組、ダイジェスト動画語り
- ひめDON!（2021年12月10日[34]、2022年1月14日[35]）※松山放送局に出張してゲストとして出演
- BS1スペシャル「南阿蘇 傷ついた故郷と生きる〜熊本地震 5年間の記録」（2021年12月30日） - ナレーション
- 「2022年のフンガ・トンガ噴火」関連の深夜緊急報道（2022年1月16日） ※関西ローカル
- NHKスペシャル
  - 「見過ごされた耐震化　阪神・淡路大震災　建物からどう命を守るか」（2022年1月17日） - キャスター
  - 「いつ逃げる? どこへ逃げる? 〜新･全国ハザードマップ 水害リスクを総点検〜」（2022年6月5日） - キャスター
  - 「住宅地に潜む”盛土リスク”阪神･淡路大震災　残された課題」（2023年1月14日） - キャスター
- 大探検! 誕生 大阪中之島美術館～魅惑のアート巡り～（2022年2月11日）
- きんくる 〜沖縄金曜クルーズ〜（2022年3月18日） - ゲスト出演
- アナウンサー百年百話（2022年6月）
- こころの時代 ～宗教・人生～（2022年6月12日、2022年9月25日） - 聞き手
- 関西発ラジオ深夜便（2022年7月15日・2022年7月16日、11月18日・11月19日） - アンカー
- アッコと恵美子（関西地方：2022年7月21日、2022年7月28日 全国版：2022年10月23日） - アシスタント
- 連続テレビ小説 舞いあがれ! 一週間総集編「舞いあがれ!第〇〇週」（2022年10月8日 - 2023年4月1日[注釈 3]） - 、ダイジェスト動画語り、語り
- めっちゃ関西秋の1ch感謝祭（関西地方･一部全国　2022年10月14日・10月15日） - 総合司会
- ニュースウオッチ9（大阪放送局から放送　2022年10月14日） - メインキャスター
- ウイークエンド関西（2022年12月10日） - 伊藤雄彦の代理